# Aloe veseyi
Aloe veseyi ist eine Pflanzenart der Gattung der Aloen in der Unterfamilie der Affodillgewächse (Asphodeloideae). Das Artepitheton veseyi ehrt den britischen Entomologen L. Desmond E. F. Vesey-Fitzgerald (1909/1910–1974).

## Beschreibung

### Vegetative Merkmale
Aloe veseyi wächst stammbildend, verzweigt von der Basis aus und bildet kleine Gruppen. Die hängenden Stämme erreichen eine Länge von 30 bis 40 Zentimeter und sind 2 Zentimeter dick. Die etwa zwölf ausgebreiteten, verlängert-lanzettlichen Laubblätter bilden lockere Rosetten. Die trüb graugrüne, rötlich überhauchte Blattspreite ist 40 bis 50 Zentimeter lang und 3 bis 5 Zentimeter breit. Auf ihr befinden sich viele zerstreute trübweiße Flecken. Die festen Zähne am Blattrand sind 1 bis 2 Millimeter lang und stehen 10 bis 30 Millimeter voneinander entfernt.

### Blütenstände und Blüten
Der hängende Blütenstand weist sechs bis acht Zweige auf und erreicht eine Länge von 35 bis 60 Zentimeter. Die aufrechten, lockeren, zylindrisch-konischen Trauben sind 8 bis 12 Zentimeter lang und 7 Zentimeter breit. Die lanzettlich verschmälerten Brakteen weisen eine Länge von 5 bis 8 Millimeter auf und sind 2,5 bis 3 Millimeter breit. Die zylindrisch-dreieckigen, leuchtend korallenroten, blassrosagelblichen oder gelben Blüten stehen an 10 bis 17 Millimeter langen Blütenstielen. Die Blüten sind 23 bis 30 Millimeter lang und an ihrer Basis gerundet. Auf Höhe des Fruchtknotens weisen die Blüten einen Durchmesser von 5 bis 7 Millimeter auf. Darüber sind sie leicht verengt und dann zur Mündung auf 10 Millimeter erweitert. Ihre äußeren Perigonblätter sind auf einer Länge von 8 bis 9 Millimetern nicht miteinander verwachsen. Die Staubblätter und der Griffel ragen kaum aus der Blüte heraus.

### Genetik
Die Chromosomenzahl beträgt {\displaystyle 2n=14}.

## Systematik und Verbreitung
Aloe veseyi ist in Tansania und Sambia auf Klippen in Höhen von 840 bis 1500 Metern verbreitet.
Die Erstbeschreibung durch Gilbert Westacott Reynolds wurde 1959 veröffentlicht.
Ein Synonym ist Aloe enotata L.C.Leach (1972).

## Nachweise